# Hastigerella grandimandibularis
Hastigerella grandimandibularis är en kräftdjursart som beskrevs av Wells 1967. Hastigerella grandimandibularis ingår i släktet Hastigerella och familjen Ectinosomatidae. Inga underarter finns listade i Catalogue of Life.